# Glaucocharis ibatianensis
Glaucocharis ibatianensis là một loài bướm đêm trong họ Crambidae.